# Campeonato Capixaba 2022
El Campeonato Capixaba de Fútbol 2022 fue la 106.ª edición de la primera división de fútbol del estado de Espírito Santo. El torneo fue organizado por la Federação de Futebol do Estado do Espírito Santo (FES). El torneo comenzó el 29 de enero y finalizó el 4 de mayo.
Real Noroeste se consagró bicampeón tras vencer 1-0 en el marcador global de la final al Vitória.

## Sistema de juego

### Primera fase
Los 10 equipos se enfrentan en modalidad de todos contra todos a una sola rueda. Culminadas las nueve fechas, los ocho primeros puestos acceden a los cuartos de final. Los dos últimos posicionados descenderán a Segunda División.

### Segunda fase
- Cuartos de final: Los enfrentamientos se emparejan con respecto al puntaje de la primera fase, de la siguiente forma:
  - 1.º vs. 8.º
  - 2.º vs. 7.º
  - 3.º vs. 6.º
  - 4.º vs. 5.º

- Semifinales: Los enfrentamientos se jugarán de la siguiente forma:
  - (1.º vs. 8.º) vs. (4.º vs. 5.º)
  - (2.º vs. 7.º) vs. (3.º vs. 6.º)

- Final: Los dos ganadores de las semifinales disputan la final.

- Nota 1: Todas las llaves de segunda fase se juegan en partidos de ida y vuelta, comenzando la llave como local el equipo con menor puntaje en la primera fase.
- Nota 2: En caso de empate en puntos y diferencia de goles en cuartos de final, pasará de ronda el equipo con mayor puntaje en la primera fase.
- Nota 3: En caso de empate en puntos y diferencia de goles en las semifinales y la final, se definirá en tanda de penales. No se consideran los goles de visita.

### Clasificaciones
- Copa de Brasil 2023: Clasifican dos equipos. El campeón del torneo junto al campeón de la Copa Espírito Santo 2022.
- Serie D 2023: Clasifican dos equipos. El mejor equipo de la tabla acumulada que no dispute la Serie A, Serie B o Serie C en la temporada 2022 o la Serie C en 2023; junto al campeón de la Copa Espírito Santo 2022.
- Copa Verde 2023: Este torneo no otorga cupos a la Copa Verde.

## Equipos participantes
| Equipo                 | Ciudad                  | Estadio                     | Capacidad | Posición 2021      | Títulos (último) |
| ---------------------- | ----------------------- | --------------------------- | --------- | ------------------ | ---------------- |
| CTE Colatina           | Colatina                | Justiniano de Mello e Silva | 2600      | 2.º (2.ª división) | 0                |
| Desportiva Ferroviária | Cariacica               | Engenheiro Araripe          | 7700      | 6.º                | 18 (2016)        |
| Estrela do Norte       | Cachoeiro de Itapemirim | Sumaré                      | 6000      | 7.º                | 1 (2014)         |
| Nova Venécia           | Nova Venécia            | Zenor Pedrosa Rocha         | 2000      | 1.º (2.ª división) | 0                |
| Real Noroeste          | Águia Branca            | José Olímpio da Rocha       | 5281      | Campeón            | 1 (2021)         |
| Rio Branco-ES          | Vitória                 | Kléber Andrade              | 21 800    | 4.º                | 37 (2015)        |
| Rio Branco-VN          | Venda Nova do Imigrante | Olímpio Perim               | 2100      | 2.º                | 1 (2020)         |
| Serra                  | Serra                   | Robertão                    | 2000      | 5.º                | 6 (2018)         |
| Vilavelhense           | Vila Velha              | Kléber Andrade              | 21 800    | 8.º                | 0                |
| Vitória-ES             | Vitória                 | Ninho da Águia              | 3000      | 3.º                | 10 (2019)        |

| Crecimiento | Equipos provenientes del Campeonato Capixaba de Segunda División 2021. |

## Primera fase

### Tabla de posiciones
| Pos. | Equipo                 | Pts. | PJ | G | E | P | GF | GC | Dif. | Clasificación          |
| ---- | ---------------------- | ---- | -- | - | - | - | -- | -- | ---- | ---------------------- |
| 1    | Nova Venécia           | 23   | 9  | 7 | 2 | 0 | 16 | 5  | +11  | Fase final.            |
| 2    | Serra                  | 16   | 9  | 4 | 4 | 1 | 15 | 10 | +5   | Fase final.            |
| 3    | Real Noroeste          | 15   | 9  | 4 | 3 | 2 | 14 | 5  | +9   | Fase final.            |
| 4    | Estrela do Norte       | 13   | 9  | 3 | 4 | 2 | 14 | 8  | +6   | Fase final.            |
| 5    | Vitória-ES             | 12   | 9  | 3 | 3 | 3 | 16 | 15 | +1   | Fase final.            |
| 6    | Rio Branco-ES          | 12   | 9  | 3 | 3 | 3 | 12 | 11 | +1   | Fase final.            |
| 7    | Vilavelhense           | 11   | 9  | 3 | 2 | 4 | 10 | 13 | −3   | Fase final.            |
| 8    | Desportiva Ferroviária | 11   | 9  | 2 | 5 | 2 | 9  | 9  | 0    | Fase final.            |
| 9    | Rio Branco-VN          | 5    | 9  | 0 | 5 | 4 | 11 | 15 | −4   | Descenso de categoría. |
| 10   | CTE Colatina           | 1    | 9  | 0 | 1 | 8 | 2  | 28 | −26  | Descenso de categoría. |

 Fuente: FES
Criterios de clasificación: 1) Puntos; 2) Partidos ganados; 3) Diferencia de gol; 4) Goles anotados; 5) Enfrentamiento directo entre los equipos en cuestión; 6) Menor cantidad de tarjetas rojas; 7) Menor cantidad de tarjetas amarillas; 8) Sorteo.

### Resultados
| Local \ Visitante      | CTE | DES | EST | NOV | RNO | RES | RVN | SER | VIL | VIT |
| ---------------------- | --- | --- | --- | --- | --- | --- | --- | --- | --- | --- |
| CTE Colatina           | —   | 0–2 | —   | 1–4 | —   | 0–4 | 1–1 | —   | —   | —   |
| Desportiva Ferroviária | —   | —   | 0–0 | —   | —   | 1–1 | 2–2 | —   | 1–1 | —   |
| Estrela do Norte       | 3–0 | —   | —   | 1–2 | 1–1 | —   | —   | 0–0 | —   | —   |
| Nova Venécia           | —   | 1–0 | —   | —   | —   | 1–0 | 1–1 | —   | 1–0 | —   |
| Real Noroeste          | 5–0 | 3–0 | —   | 0–1 | —   | —   | —   | 2–0 | —   | 1–0 |
| Rio Branco-ES          | —   | —   | 0–2 | —   | 1–1 | —   | 3–2 | —   | 2–1 | 1–1 |
| Rio Branco-VN          | —   | —   | 1–1 | —   | 1–1 | —   | —   | 1–2 | 0–1 | 2–3 |
| Serra                  | 3–0 | 1–1 | —   | 2–2 | —   | 2–0 | —   | —   | —   | 2–2 |
| Vilavelhense           | 2–0 | —   | 0–4 | —   | 1–0 | —   | —   | 2–3 | —   | —   |
| Vitória-ES             | 4–0 | 0–2 | 4–2 | 0–3 | —   | —   | —   | —   | 2–2 | —   |

## Fase final

#### Cuadro de desarrollo
|  | Cuartos de final           | Cuartos de final           | Cuartos de final           | Cuartos de final           | Cuartos de final           |   |       | Semifinales       | Semifinales       | Semifinales       | Semifinales       | Semifinales       |  |   | Final                   | Final                   | Final                   | Final                   | Final                   |  |
|  | 31 de marzo al 10 de abril | 31 de marzo al 10 de abril | 31 de marzo al 10 de abril | 31 de marzo al 10 de abril | 31 de marzo al 10 de abril |   |       | 13 al 21 de abril | 13 al 21 de abril | 13 al 21 de abril | 13 al 21 de abril | 13 al 21 de abril |  |   | 27 de abril y 4 de mayo | 27 de abril y 4 de mayo | 27 de abril y 4 de mayo | 27 de abril y 4 de mayo | 27 de abril y 4 de mayo |  |
|  |                            |                            |                            |                            |                            |   |       |                   |                   |                   |                   |                   |  |   |                         |                         |                         |                         |                         |  |
|  |                            |                            |                            |                            |                            |   |       |                   |                   |                   |                   |                   |  |   |                         |                         |                         |                         |                         |  |
|  | 2                          | Serra                      | 3                          | 3                          | 6                          |   |       |                   |                   |                   |                   |                   |  |   |                         |                         |                         |                         |                         |  |
|  | 2                          | Serra                      | 3                          | 3                          | 6                          |   |       |                   |                   |                   |                   |                   |  |   |                         |                         |                         |                         |                         |  |
|  | 7                          | Vilavelhense               | 1                          | 1                          | 2                          |   |       |                   |                   |                   |                   |                   |  |   |                         |                         |                         |                         |                         |  |
|  | 7                          | Vilavelhense               | 1                          | 1                          | 2                          |   | 2     | Serra             | 2                 | 0                 | 2 (3)             |                   |  |   |                         |                         |                         |                         |                         |  |
|  |                            |                            |                            |                            |                            |   | 2     | Serra             | 2                 | 0                 | 2 (3)             |                   |  |   |                         |                         |                         |                         |                         |  |
|  |                            |                            | 3                          | Real Noroeste              | 0                          | 2 | 2 (5) |                   |                   |                   |                   |                   |  |   |                         |                         |                         |                         |                         |  |
|  | 3                          | Real Noroeste              | 3                          | Real Noroeste              | 0                          | 2 | 2 (5) | 0                 | 3                 | 3                 |                   |                   |  |   |                         |                         |                         |                         |                         |  |
|  | 3                          | Real Noroeste              |                            |                            |                            |   |       |                   |                   | 3                 |                   |                   |  |   |                         |                         |                         |                         |                         |  |
|  | 6                          | Rio Branco-ES              | 1                          | 1                          | 2                          |   |       |                   |                   |                   |                   |                   |  |   |                         |                         |                         |                         |                         |  |
|  | 6                          | Rio Branco-ES              | 1                          | 1                          | 2                          |   |       |                   |                   |                   |                   |                   |  | 3 | Real Noroeste           | 0                       | 1                       | 1                       |                         |  |
|  |                            |                            |                            |                            |                            |   |       |                   |                   |                   |                   |                   |  | 3 | Real Noroeste           | 0                       | 1                       | 1                       |                         |  |
|  |                            |                            | 5                          | Vitória-ES                 | 0                          | 0 | 0     |                   |                   |                   |                   |                   |  |   |                         |                         |                         |                         |                         |  |
|  | 1                          | Nova Venécia               | 5                          | Vitória-ES                 | 0                          | 0 | 0     | 2                 | 3                 | 5                 |                   |                   |  |   |                         |                         |                         |                         |                         |  |
|  | 1                          | Nova Venécia               |                            |                            |                            |   |       |                   |                   | 5                 |                   |                   |  |   |                         |                         |                         |                         |                         |  |
|  | 8                          | Desportiva Ferroviária     | 0                          | 1                          | 1                          |   |       |                   |                   |                   |                   |                   |  |   |                         |                         |                         |                         |                         |  |
|  | 8                          | Desportiva Ferroviária     | 0                          | 1                          | 1                          |   | 1     | Nova Venécia      | 2                 | 1                 | 3                 |                   |  |   |                         |                         |                         |                         |                         |  |
|  |                            |                            |                            |                            |                            |   | 1     | Nova Venécia      | 2                 | 1                 | 3                 |                   |  |   |                         |                         |                         |                         |                         |  |
|  |                            |                            | 5                          | Vitória-ES                 | 1                          | 3 | 4     |                   |                   |                   |                   |                   |  |   |                         |                         |                         |                         |                         |  |
|  | 4                          | Estrela do Norte           | 5                          | Vitória-ES                 | 1                          | 3 | 4     | 0                 | 1                 | 1                 |                   |                   |  |   |                         |                         |                         |                         |                         |  |
|  | 4                          | Estrela do Norte           |                            |                            |                            |   |       |                   |                   | 1                 |                   |                   |  |   |                         |                         |                         |                         |                         |  |
|  | 5                          | Vitória-ES                 | 2                          | 4                          | 6                          |   |       |                   |                   |                   |                   |                   |  |   |                         |                         |                         |                         |                         |  |
|  | 5                          | Vitória-ES                 | 2                          | 4                          | 6                          |   |       |                   |                   |                   |                   |                   |  |   |                         |                         |                         |                         |                         |  |
|  |                            |                            |                            |                            |                            |   |       |                   |                   |                   |                   |                   |  |   |                         |                         |                         |                         |                         |  |

Nota: El equipo que ocupa la primera línea es el que define la serie como local.
| Bandera del estado de Espírito Santo |
| Campeón                              |
| Real Noroeste 2.° título             |

## Clasificación final
| Pos. | Equipo                 | Pts. | PJ | G  | E | P | GF | GC | Dif. | Clasificación                                        |
| ---- | ---------------------- | ---- | -- | -- | - | - | -- | -- | ---- | ---------------------------------------------------- |
| 1.°  | Real Noroeste (C)      | 25   | 15 | 7  | 4 | 4 | 20 | 9  | +11  | Copa de Brasil 2023, Copa Verde 2023 y Serie D 2023. |
| 2.°  | Vitória-ES             | 22   | 15 | 6  | 4 | 5 | 26 | 20 | +6   | Copa de Brasil 2023 y Serie D 2023.                  |
| 3.°  | Nova Venécia           | 32   | 13 | 10 | 2 | 1 | 24 | 10 | +14  |                                                      |
| 4.°  | Serra                  | 25   | 13 | 7  | 4 | 2 | 23 | 14 | +9   |                                                      |
| 5.°  | Rio Branco-ES          | 15   | 11 | 4  | 3 | 4 | 14 | 14 | 0    | Copa Verde 2023                                      |
| 6.°  | Estrela do Norte       | 13   | 11 | 3  | 4 | 4 | 15 | 14 | +1   |                                                      |
| 7.°  | Vilavelhense           | 11   | 11 | 3  | 2 | 6 | 12 | 19 | −7   |                                                      |
| 8.°  | Desportiva Ferroviária | 11   | 11 | 2  | 5 | 4 | 10 | 14 | −4   |                                                      |
| 9.°  | Rio Branco-VN          | 5    | 9  | 0  | 5 | 4 | 11 | 15 | −4   | Segunda División 2023.                               |
| 10.° | CTE Colatina           | 1    | 9  | 0  | 1 | 8 | 2  | 28 | −26  | Segunda División 2023.                               |

Reglas de clasificación: 1) Puntos; 2) Partidos ganados; 3) Diferencia de gol; 4) Goles anotados; 5) Enfrentamiento directo entre los equipos en cuestión; 6) Menor cantidad de tarjetas rojas; 7) Menor cantidad de tarjetas amarillas; 8) Sorteo.